# William S. Hart
William Surrey Hart (6 de desembre de 1864 – 23 de juny de 1946) va ser un actor de cinema mut nord-americà a més de guionista, productor i director de pel·lícules i un dels més populars entre els darrers anys 10 i els primers anys 20. Va ser el primer actor que va dotar d'autenticitat el western i un dels que més ha influït en l'arquetip actual del gènere.
William S. Hart va néixer el 6 de desembre de 1864 a Newburgh (Nova York), fill de Nicholas Hart (1834–1895) i de Rosanna Hart (1839–1909). El seu pare era un maquinista d'origen anglès que somiava en construir un molí de farina en les terres verges de l'oest americà. La seva mare era d'origen irlandès. Va tenir dos germans que van morir molt joves i quatre germanes. Va passar la seva joventut en diferents estats (Illinois, Minnesota, Wisconsin o les dues Dakota). Allà va tenir molts amics d'infantesa entre els indis d'ètnia sioux i es va barrejar amb vaquers, cercadors d'or, bandits, veterans de la guerra civil o propietaris de saloons. Dels indis va aprendre la seva forma de muntar, el seu llenguatge dels signes o a disparar amb un arc i fletxes. Tot això va fer que més endavant odiés la manera poc realista amb què les primeres pel·lícules de l'oest representaven aquella terra.
Quan era adolescent els seus pares van tornar a Nova York a causa d'una malaltia de la mare i, per ajudar a la seva família, va treballar de missatger. Com a compensació de treballs extres, Hart rebia passis per al teatre i això va fer que es volgués dedicar a la carrera d'actor.
Va començar la seva carrera com a actor teatral als 24 anys essent membre de la companyia de Daniel E. Bandmann. El seu debut va ser com Fra Lorenzo a Romeu i Julieta. Posteriorment va ser contractat per la companyia novaiorquesa de Lawrence Barrett i també va actuar algunes temporades amb la d'Hotense Rhéa. Va tenir cert èxit com a actor shakespearià a Broadway, actuant amb Margaret Mather i va participar en la primera adaptació de Ben-Hur per al teatre el 1899. Al voltant de l'any 1900, va arribar a dirigir alguns espectacles per l'Asheville Opera House a Carolina del Nord, on la seva família s'havia traslladat. També va fer d'actor en diferents obres relacionades amb l'oest americà com “The Squaw Man” (1904) o bé “The Trail of the Lonesome Pine”. Durant una tournée per Califòrnia va fer la tardor de 1914, es va trobar amb Thomas H. Ince, cap de la New York Motion Picture Corporation, al qual coneixia com a actor i aquest el va contractar per actuar com a dolent en algunes pel·lícules de l'oest. No havia estat la seva primera participació en una pel·lícula, ja que anteriorment ja havia participat en la pel·lícula "Ben Hur" (1907) fent el paper de Messala. Després de rodar dues pel·lícules actuant en rols secundaris va assolir una gran popularitat en ser el protagonista de la pel·lícula “The Bargain” (1914) i Ince va aconseguir allargar el contracte de la nova estrella. Aviat va ser la gran estrella de les pel·lícules de l'oest.
Hart tenia un interès particular en que les pel·lícules fossin el més realistes possible. Les seves pel·lícules destacaven per l'ús de vestits i accessoris autèntics i per la seva interpretació, que bevia de l'experiència en el teatre. A partir de 1915, Hart comença a rodar una sèrie de westerns de dues bobines produïdes per Ince que van esdevenir tan populars que ben aviat va passar a actuar en llargmetratges. En aquelles pel·lícules va començar a muntar un cavall clapat marró i blanc anomenat Fritz. Fritz va ser el precursor de cavalls famosos com Tony de Tom Mix, Trigger de Roy Rogers o Silver de Clayton Moore. D'aquesta època es poden destacar pel·lícules com “The Toll Gate” (1920) o “Hell's Hinges” (1916). Els seus papers no sempre van ser relacionats amb el Far-west i, per exemple, va interpretar un asteca a “The Captive God” (1916) o va perseguir un taxi a cavall a través de Central Park a “Branding Broadway” (1918), però aquests papers no eren tan ben acceptats per l'audiència. El 1917 Hart va acceptar una oferta d'Adolph Zukor per formar part de la Famous Players-Lasky, la qual va acabar fusionant-se amb la Paramount.
El 7 de desembre de 1921 es va casar amb l'actriu Winifred Westover amb qui havia coincidit a “John Petticoats” (1919) però aquest matrimoni va ser molt breu: es van separar al cap de 3 mesos i es van divorciar el 1927. Tot i la curta durada del matrimoni, van tenir un fill, William S. Hart Jr. (1922-2004).
A mitjans dels anys 20 però els gustos del públic quant a la temàtica de l'oest havien canviat i havia triomfat una altra manera d'entendre el gènere, exemplificat per l'actor Tom Mix, que portava vestits més vistosos, no bevia, evitava matar els seus enemics i introduïa dosis de comèdia i més acció en les seves pel·lícules. La Paramount va decidir prescindir de Hart el qual encara va fer encara una darrera pel·lícula en el seu estil, "Tumbleweeds" (1925) produïda per ell mateix i distribuïda a través de la United Artists. Tot i que és considerada la seva millor pel·lícula, els guanys van ser modestos i l'actor va demandar a la United Artists de no haver promogut la pel·lícula de manera adequada. El plet es va allargar fins a l'any 1940 fallant a favor de Hart. A final dels anys 20 va considerar una oferta de Hal Roach per tornar a actuar però al final la proposta va quedar en res.
Després de "Tumbleweeds", Hart es va retirar al seu ranxo “La loma de los vientos” a Newhall (Califòrnia). El 1939 encara va rodar un nou pròleg per al rellançament de Tumbleweeds en la qual va ser la seva única aparició en el cinema sonor. Va morir el 23 de juny de 1946 a Newhall a l'edat de 81 anys després d'una llarga malaltia i està enterrat en el cementiri Green-Wood a Brooklyn, Nova York. En el seu testament va donar el seu ranxo de Newhall al comtat de Los Angeles per tal que el convertís en un parc i un museu, actualment el Hart Museum. Tal com va dir: “Quan feia pel·lícules la gent pagava monedes de 5, 10 o 25 cèntims per veure’m, ara que jo marxo vull que ells tinguin casa meva”

## Filmografia
- Ben Hur (1907)
- His Hour of Manhood (1914)
- Jim Cameron's Wife (1914)
- The Bargain (1914)
- Two-Gun Hicks (1914)
- In the Sage Brush Country (1914)
- The Scourge of the Desert (1915)
- Mr. 'Silent' Haskins (1915)
- The Grudge (1915)
- The Sheriff's Streak of Yellow (1915)
- The Roughneck (1915)
- On the Night Stage (1915)
- The Taking of Luke McVane (1915)
- The Man from Nowhere (1915)
- The Bad Buck of Santa Ynez (1915)
- The Gringo (1915)
- Grit (1915)
- 'Bad Buck' of Santa Ynez (1915)
- The Darkening Trail (1915)
- The Conversion of Frosty Blake (1915)
- Tools of Providence (1915)
- The Ruse (1915)
- Cash Parrish's Pal
- Knight of the Trail (1915)
- Pinto Ben (1915)
- Keno Bates, Liar (1915)
- The Disciple (1915)
- Between Men (1915)
- Hell's Hinges (1916)
- The Aryan (1916)
- The Primal Lure (1916)
- The Apostle of Vengeance (1916)
- The Captive God (1916)
- The Patriot (1916)
- The Dawn Maker (1916)
- The Return of Draw Egan (1916)
- The Devil's Double (1916)
- All Star Liberty Loan Drive Special for War Effort (1917)
- Truthful Tulliver (1917)
- The Gunfighter (1917)
- The Desert Man (1917)
- The Square Deal Man (1917)
- Wolf Lowry (1917)
- The Cold Deck (1917)
- The Silent Man (1917)
- The Narrow Trail (1917)
- Wolves of the Rail (1918)
- The Lion of the Hills (1918)
- Staking His Life (1918)
- 'Blue Blazes' Rawden (1918)
- The Tiger Man (1918)
- Selfish Yates (1918)
- Shark Monroe (1918)
- Riddle Gawne (1918)
- The Border Wireless (1918)
- Branding Broadway (1918)
- Breed of Men (1919)
- The Poppy Girl's Husband (1919)
- The Money Corral (1919)
- Square Deal Sanderson (1919)
- Wagon Tracks (1919)
- John Petticoats (1919)
- The Toll Gate (1920)
- Sand! (1920)
- The Cradle of Courage (1920)
- The Testing Block (1920)
- O'Malley of the Mounted (1921)
- The Whistle (1921)
- Three Word Brand (1921)
- White Oak (1921)
- Travelin' On (1922)
- Wild Bill Hickok (1923)
- Singer Jim McKee (1924)
- Hello, 'Frisco (1924)
- Tumbleweeds (1925 i rellançament el 1939)
- Show People (1928) (cameo)

## Galeria d'imatges

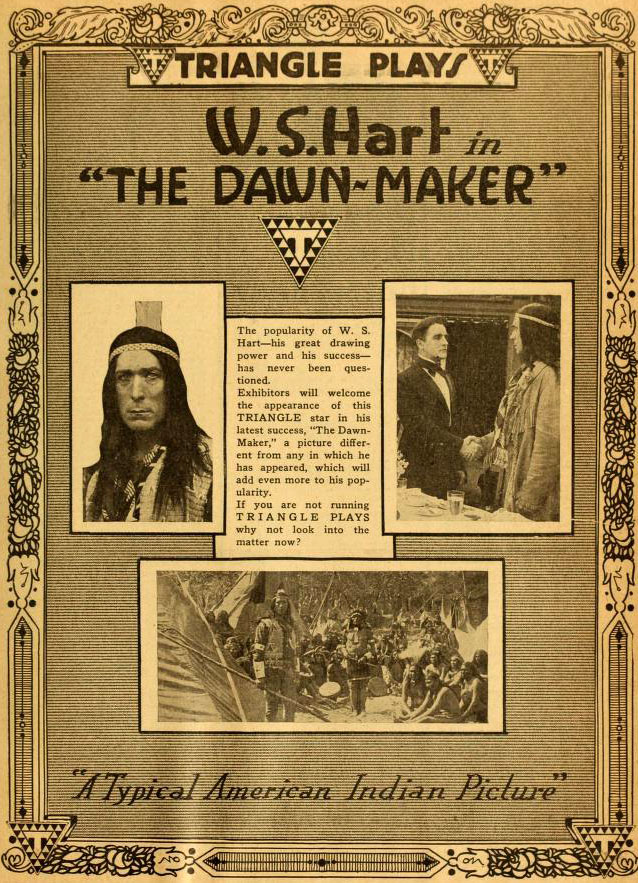
The Dawn-Maker (1916)
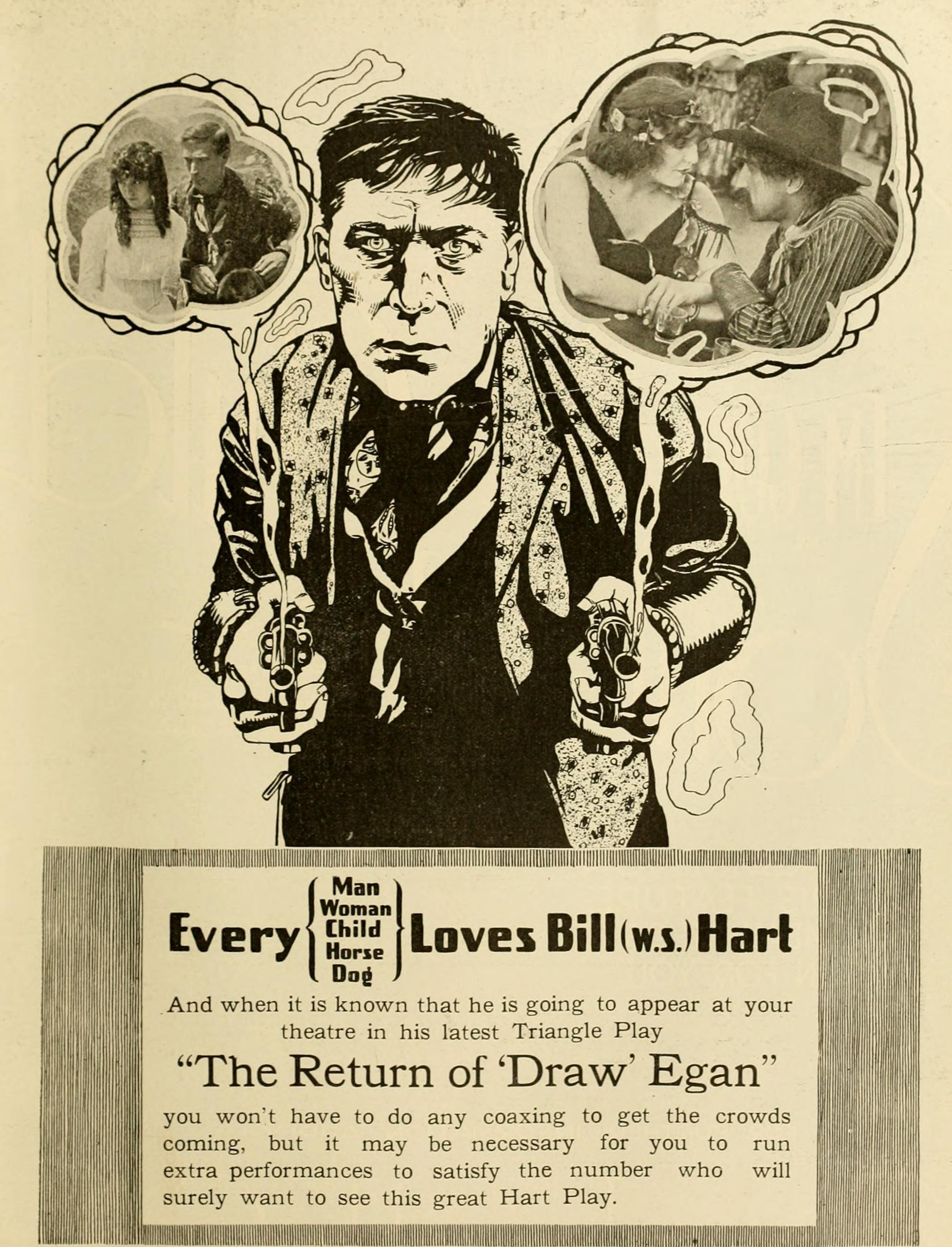
The Return of Draw Egan (1916)
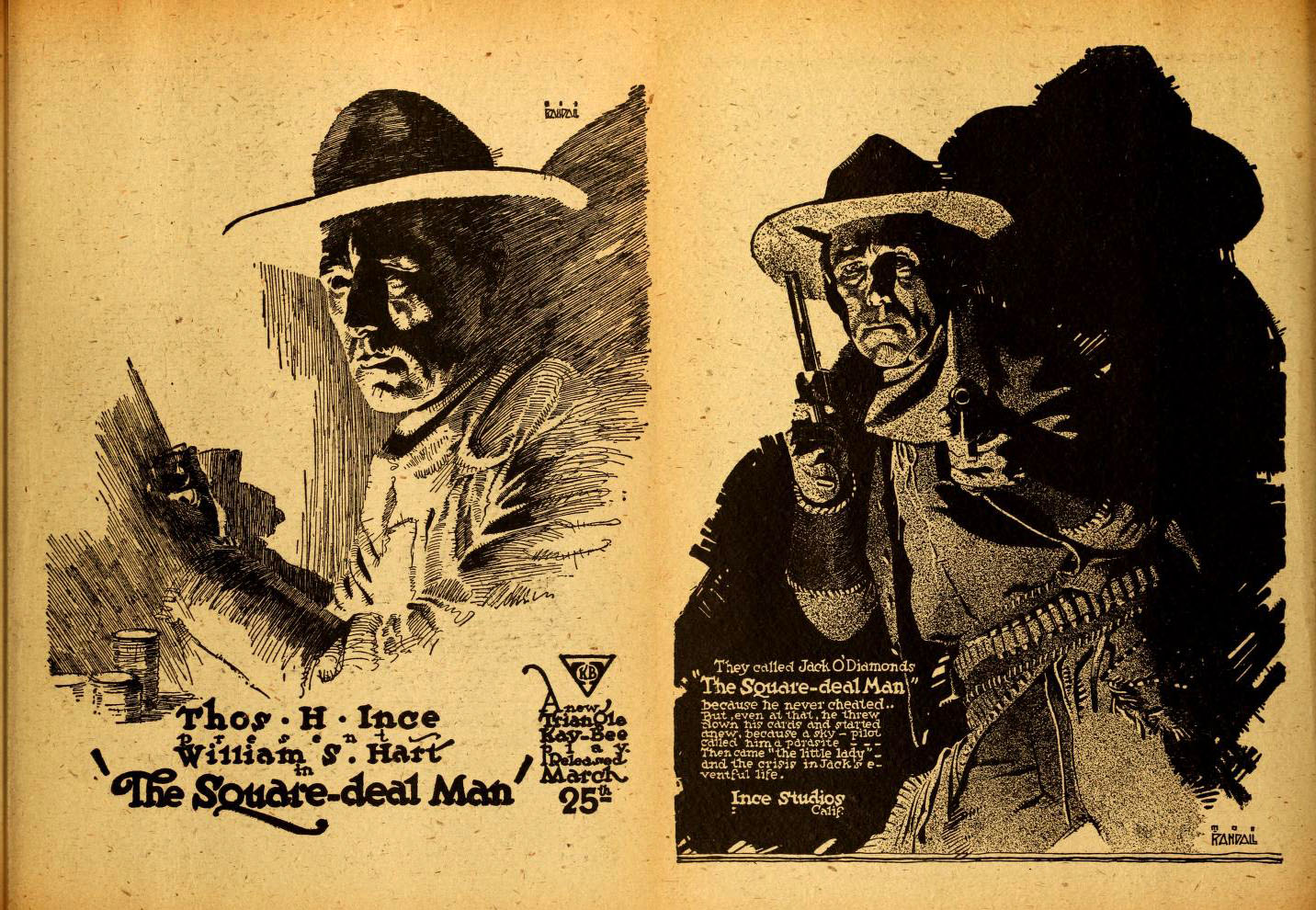
The Square Deal Man (1917)
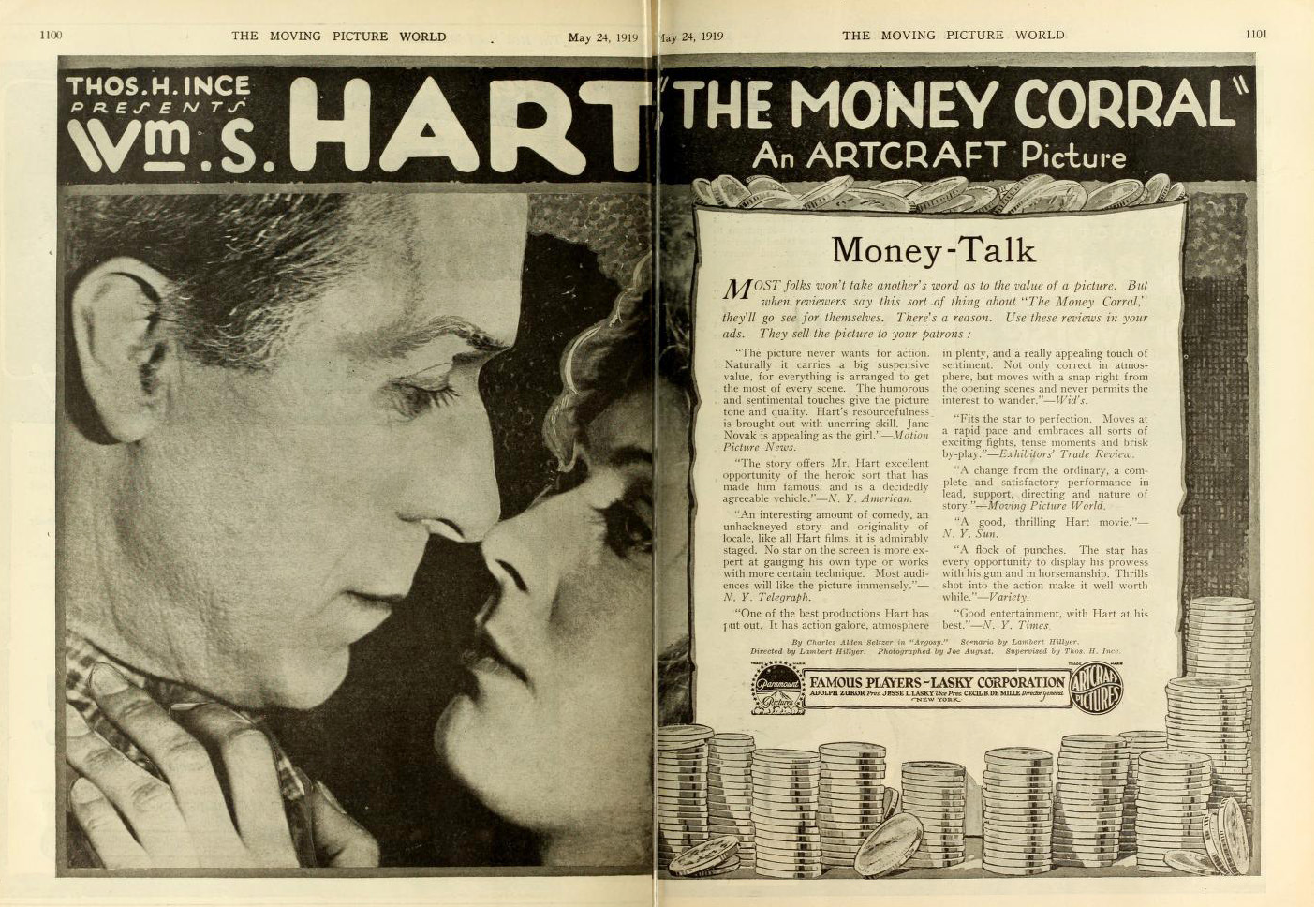
The Money Corral (1919)
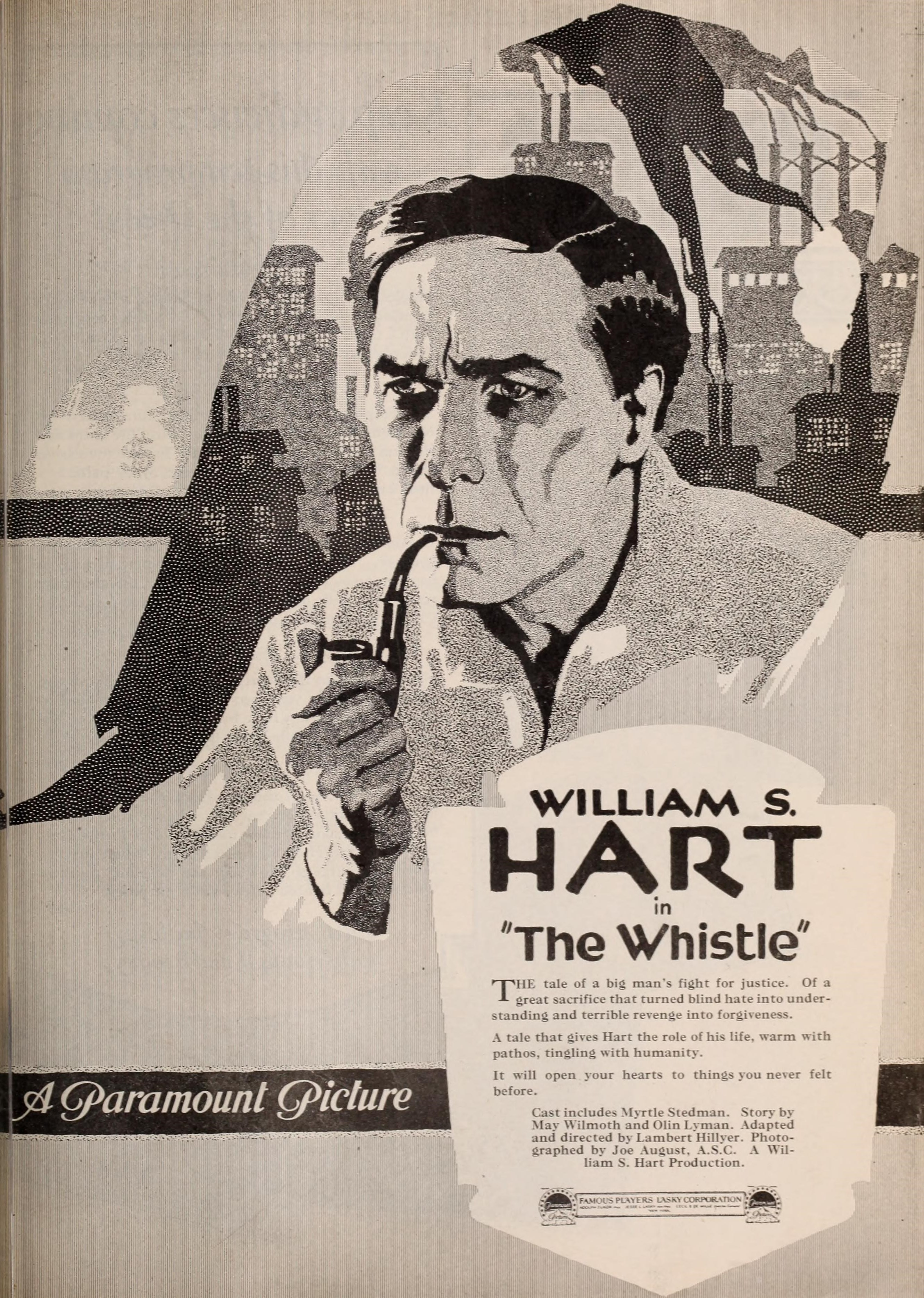
The Whistle (1921)
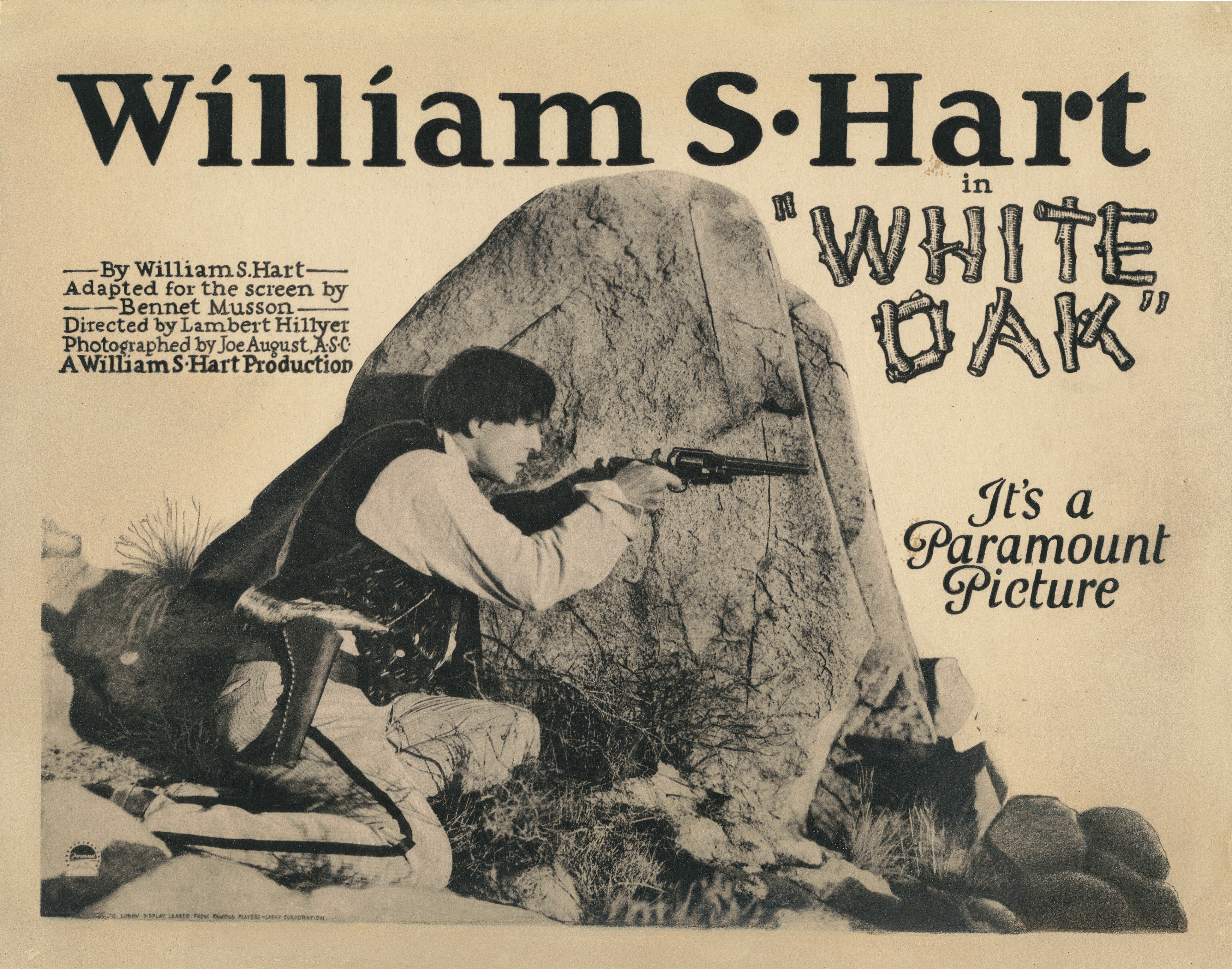
White Oak (1921)